# Periskop

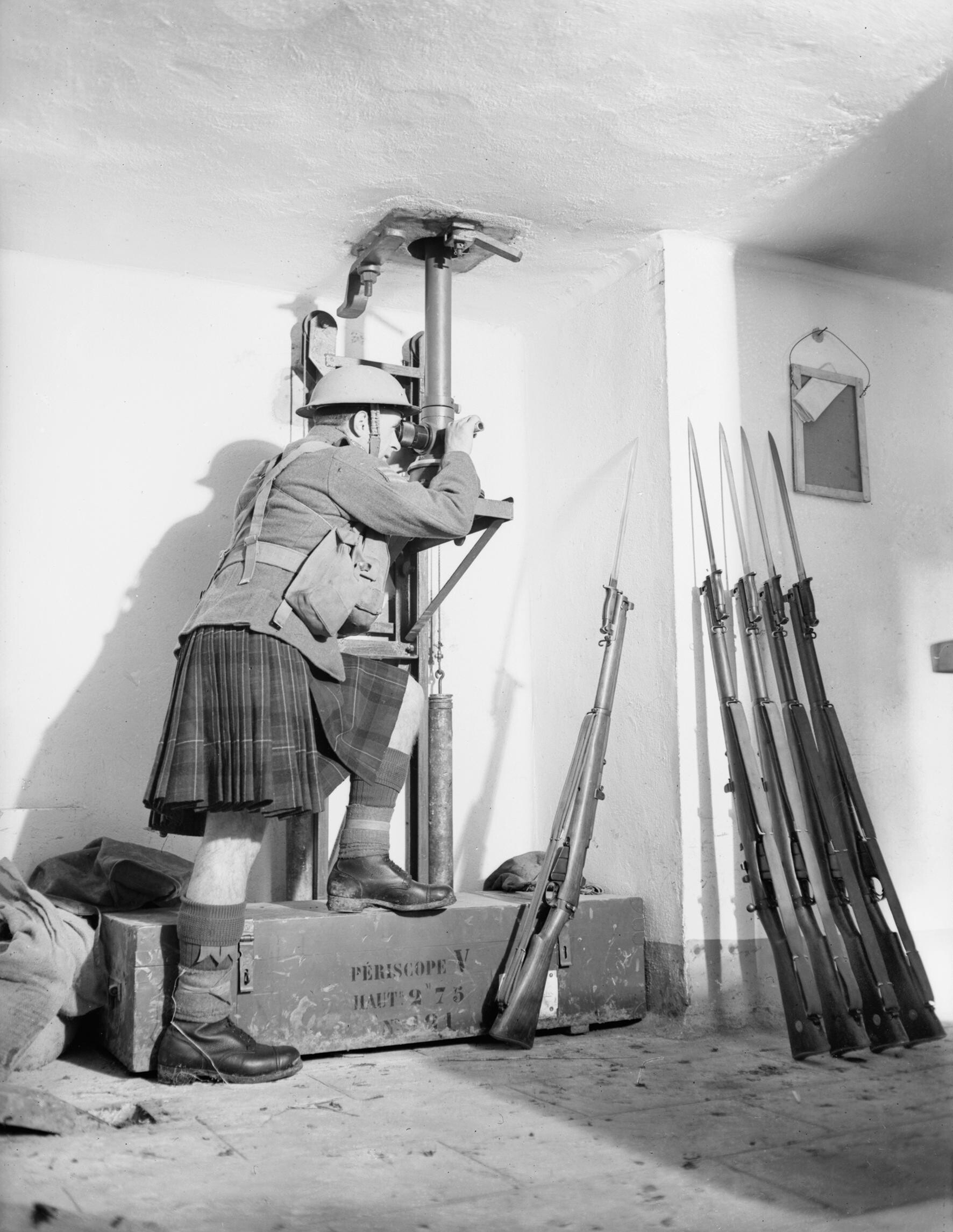
Periskop in einem Bunker

Das Periskop (von altgriechisch περί peri, deutsch ‚um, herum‘ und σκοπεῖν skopein ‚schauen‘) oder Sehrohr, vereinfacht auch Wallgucker, ist ein optisches Instrument zur parallelen Verschiebung des Strahlengangs.

## Aufbau und Funktionsweise
Ein Periskop besteht im Grundaufbau aus einem Rohr, an dessen beiden Öffnungen Spiegel oder Prismen angeordnet sind. Diese lenken senkrecht zum Rohr laufende Lichtstrahlen in das Rohr und parallelversetzt zur ursprünglichen Einfallsrichtung wieder heraus. Ein Beobachter, der in die untere Öffnung eines Periskops blickt, bekommt so den Eindruck, die Umgebung von weiter oben zu betrachten. Die Spiegel sind 45° schräg zum ein- und austretenden Lichtstrahl angeordnet, was eine rechtwinklige Ablenkung bewirkt. Der Reflexionsgrad von metallisierten Spiegeloberflächen gilt als nicht perfekt und verschlechtert sich weiter im Laufe von Monaten. Die totalreflektierenden Diagonalflächen von Prismen weisen dagegen einen besseren und anhaltenden Reflexionsgrad auf und werden bevorzugt verwendet.
Dieser einfache Aufbau führt bei längeren Periskopen zu einem zu kleinen Gesichtsfeld. Mit Linsensystemen ausgestattete Periskope können durch eine geeignete Feldlinse das Gesichtsfeld um ein Vielfaches erweitern.
Unten sind zwei solcher Periskope schematisch dargestellt. Die Anordnung der Linsen entspricht im Prinzip der eines Fernrohres mit geringer Vergrößerung. Oft wird ein Vergrößerungsfaktor von 1,5 gewählt, der aus psychologischen Gründen den Eindruck einer natürlichen, 1-fachen Vergrößerung erweckt. Da das Bild in einfachen Fernrohrsystemen allerdings immer um 180° verdreht erscheint, behilft man sich zur Bildumkehr – wie in Feldstechern oder Teleskopen zur terrestrischen Beobachtung – entweder eines Umkehrprismas (g) oder Umkehrlinsen (c).
Bei Periskopen des zweiten Typs kann ein Paar von Umkehrlinsen (c1 und c2) so angeordnet sein, dass der Strahlengang dazwischen parallel verläuft. Hierdurch kann die Länge zwischen c1 und c2 verändert werden, während die Abbildung gleich scharf bleibt.
Wird die zweite Feldlinse (c3/b2) etwas oberhalb des Zwischenbildes positioniert (sie übernimmt dadurch einen Teil der Aufgabe der Umkehrlinsen), ist am Ort des Zwischenbildes Platz für ein Fadenkreuz, das als Visier scharf im Bild erscheint. Für Nachtbeobachtungen kann es seitlich beleuchtet werden.

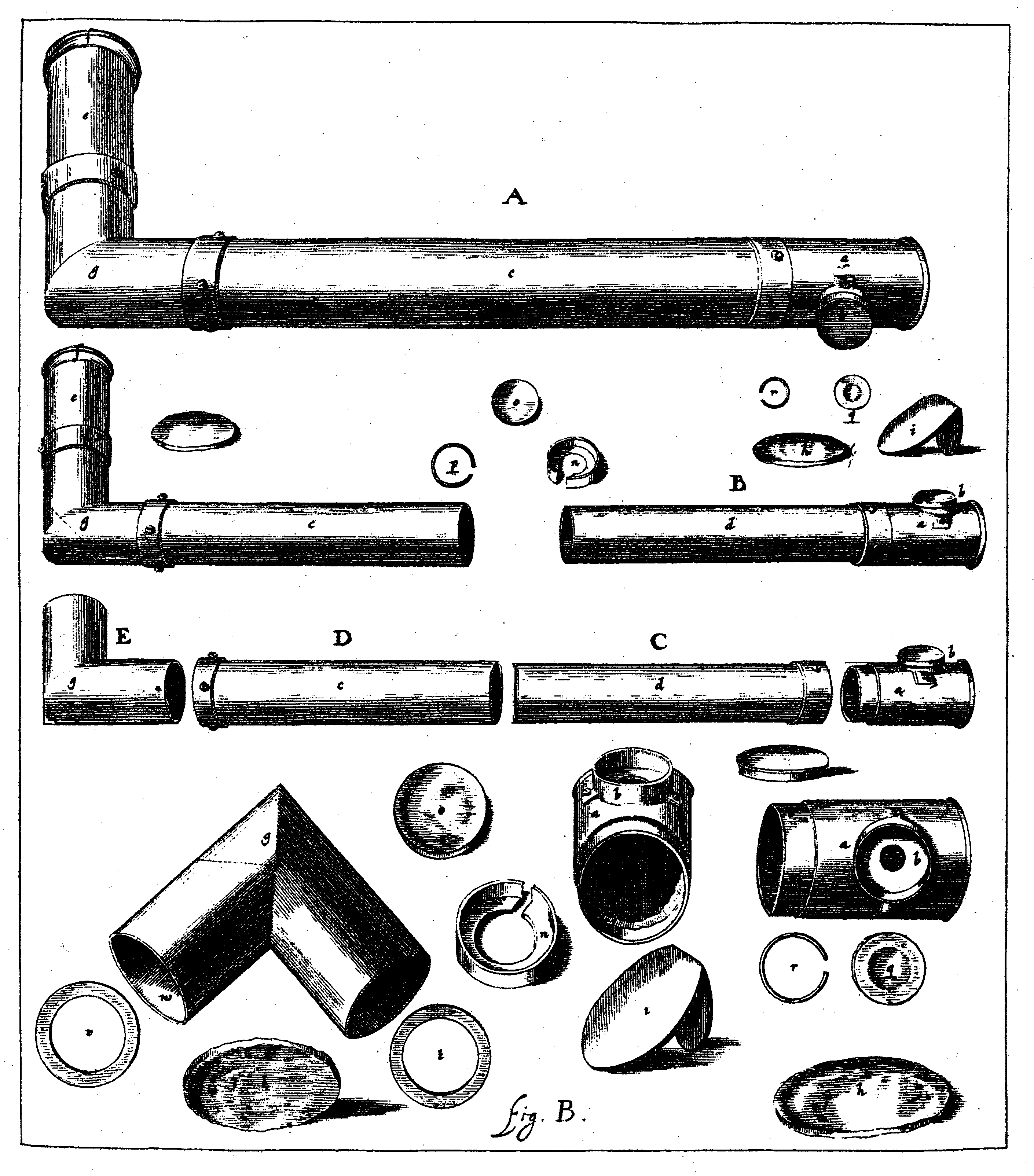
Zeichnung eines Periskops mit Linsen aus der Selenographia sive Lunae Descriptio, 1647, Johannes Hevelius
Einfaches Funktionsprinzip des Periskops mit Spiegeln (a) oder Umlenkprismen (b).
Periskope mit Linsensystem a Objektivlinse b Feldlinsen c Umkehrlinsen d Okularlinse e Augenlinse f Umlenkprisma
g Umkehrprisma

## Varianten
Panoramafernrohr wird ein Periskop genannt, dessen oberes Ablenkprisma gegenüber dem unteren um 360° horizontal drehbar ist. Damit sich das Bild beim Drehen nicht auf den Kopf stellt, sorgt ein zusätzliches Prismensystem zwischen den Umkehrlinsen (c1 und c2) für eine passende Gegendrehung der Abbildung.
Beim Ringbildsehrohr ist unter Zuhilfenahme eines Fischaugenobjektivs der Horizont vollständig sichtbar. Das Bild erscheint stark verkleinert und ringförmig verzerrt. Dieses Sehrohr kann andere Sehrohre so ergänzen, dass der Horizontring um das eigentliche Bild herum sichtbar ist.

## Anwendungen
Das Periskop wird hauptsächlich für militärische Zwecke benutzt, um beispielsweise gefahrlos aus Bunkern, Schützengräben (hier auch Scherenfernrohr) und U-Booten Ausschau halten zu können. Auch Luftkissenfahrzeuge bedienen sich dieser Technik, da sich in größerer Höhe kein aufgewühltes Wasser mehr befindet, das die Sicht einschränkt. Auch das Flugzeug Spirit of St. Louis hatte ein Periskop für den Piloten. In gepanzerten Fahrzeugen kommen oft Winkelspiegel zum Einsatz.

## Geschichte
1647 veröffentlichte der Danziger Gelehrte Johannes Hevelius die erste Konstruktion eines Periskops unter dem Namen Polemoskop, und zwar in seinem Druckwerk Selenographia sive Lunae Descriptio (siehe Abbildung). Bereits damals schwebte ihm eine militärische Verwendung vor.
Der Franzose Hippolyte Marié Davy (1820–1893) konstruierte 1854 ein einfaches, aus zwei Spiegeln bestehendes Periskop für den maritimen Gebrauch. Die französischen Ingenieure Louis-Hippolyte Violette und Arthur Constantin Krebs, beide zugleich Marineoffiziere, entwickelten in der Folgezeit ein brauchbares Periskop für U-Boote, das erstmals 1889 in dem innovativen Boot Gymnote Verwendung fand. Der spanische Offizier und Erfinder Isaac Peral baute ungefähr gleichzeitig ein starres Periskop in das U-Boot Peral ein. Als erster Konstrukteur eines ausfahrbaren U-Boot-Periskops in der angelsächsischen Welt gilt der amerikanische Schiffsbauingenieur Simon Lake; zu Anfang des zwanzigsten Jahrhunderts konstruierte er ein omiscope genanntes Instrument, das durch den irischen Ingenieur Sir Howard Grubb verbessert und im Jahr 1902 erstmals in ein U-Boot eingebaut wurde, die Holland. 1903 folgte das deutsche Versuchs-U-Boot Forelle. Die ausfahrbare Länge des Periskopmasts lag während beider Weltkriege etwa zwischen 5 und 10 Metern.
Für die Verwendung von Periskopen in Landfahrzeugen, z. B. Panzern, leistete der Pole Rudolf Gundlach Pionierarbeit. 1936 ließ er sich ein System patentieren, das dem Panzerkommandanten eine 360-Grad-Rundumsicht ohne Veränderung der Sitzposition ermöglichte. Das von Gundlach eingeführte System des Winkelspiegels ist seither Bestandteil aller Panzerfahrzeuge weltweit.
Moderne U-Boote nutzen häufig keine Periskope mehr, sondern sog. optoelektronische („optronische“) Systeme, die ohne starren Mast auskommen, wodurch die Entdeckungsgefahr gemindert wird. Europäische Hersteller sind u. a. Hensoldt und Thales.

Periskopbeispiele
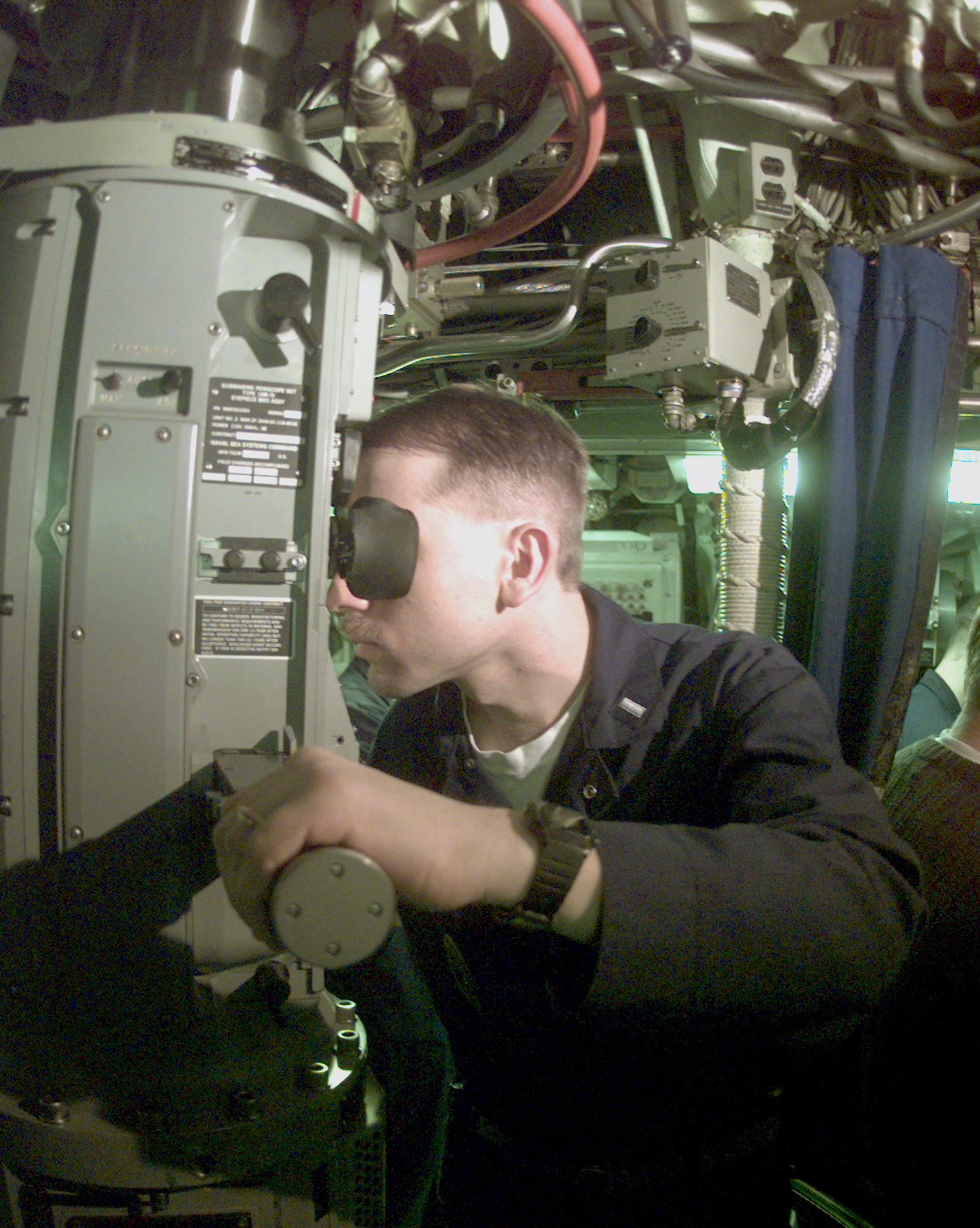
Periskop auf einem U-Boot
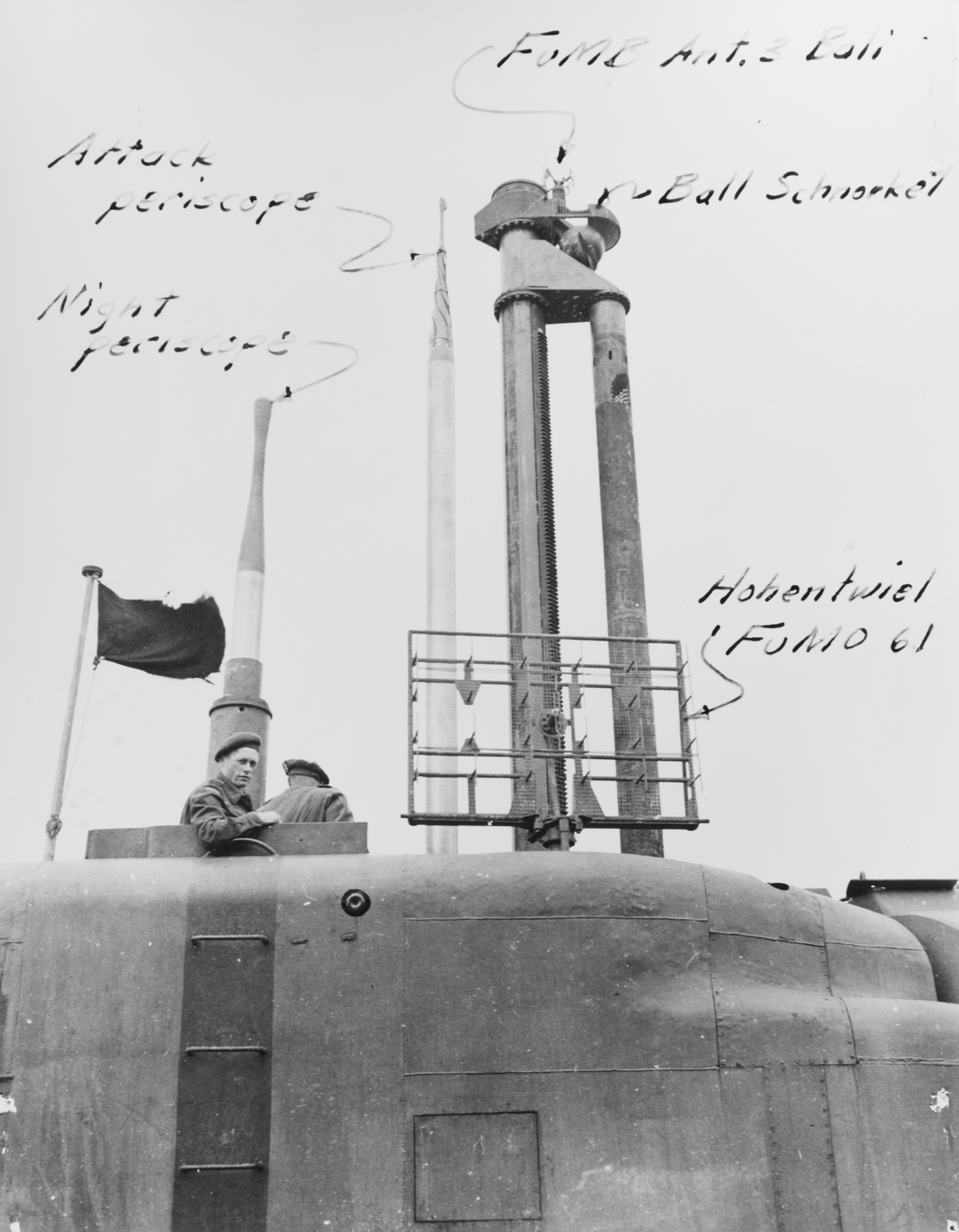
Angriffsperiskop und Nachtperiskop (deutsches U-Boot Typ XXI)
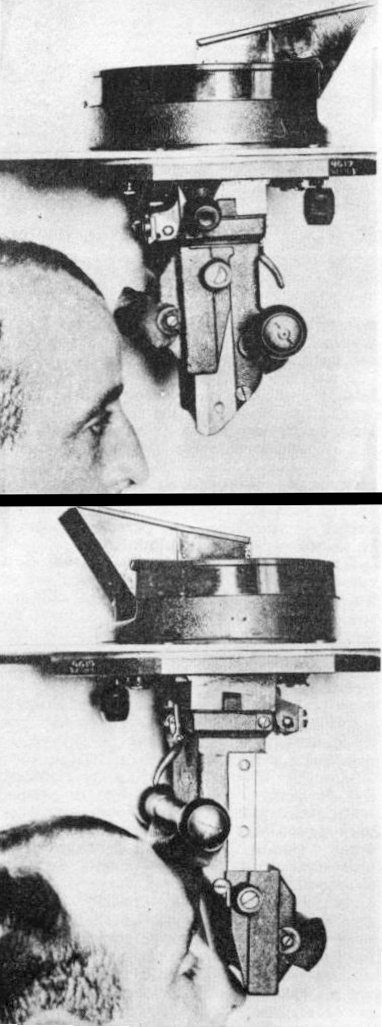
Panzerperiskop nach Gundlach: Winkelspiegel MK.IV
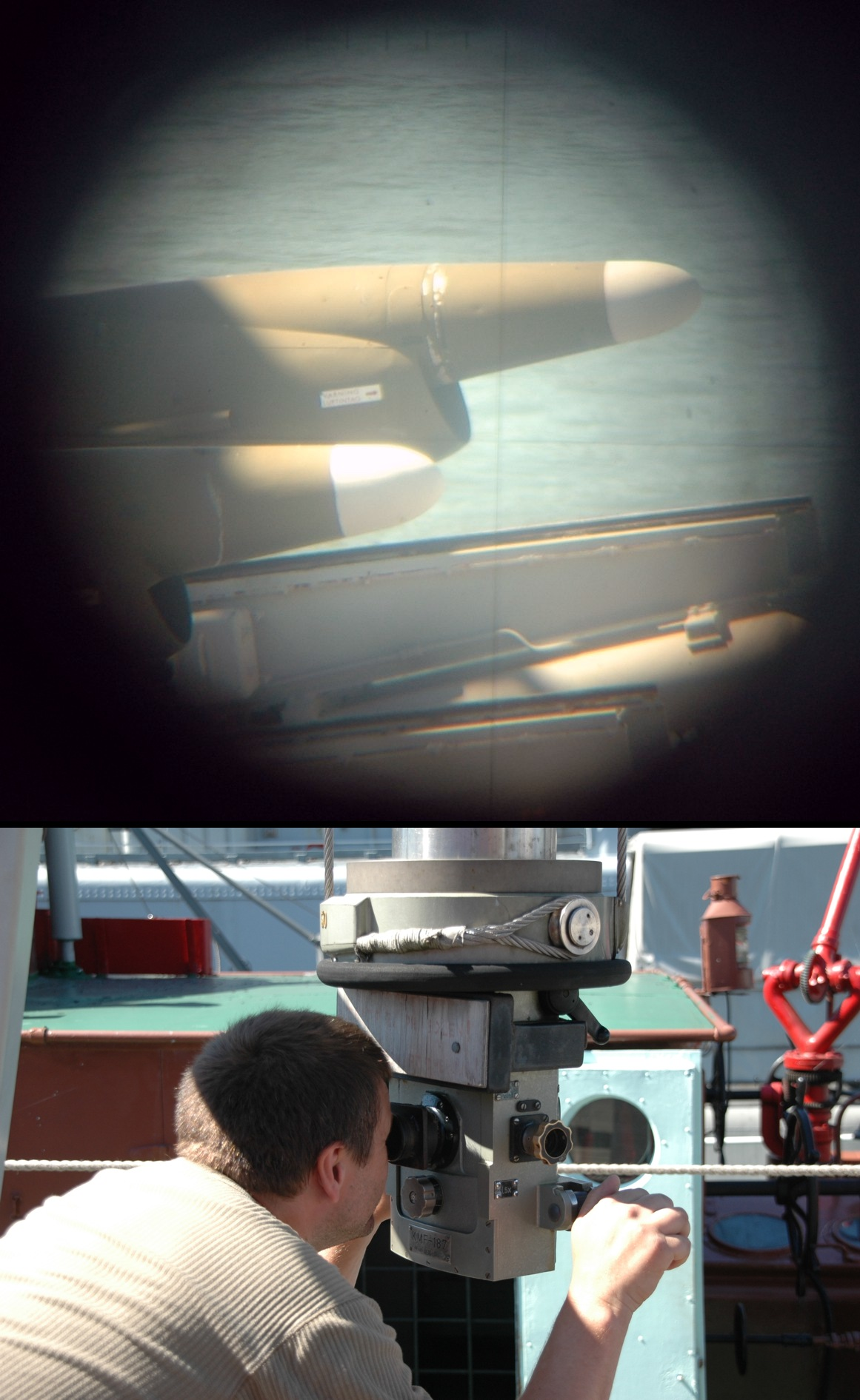
Blick durch ein Periskop
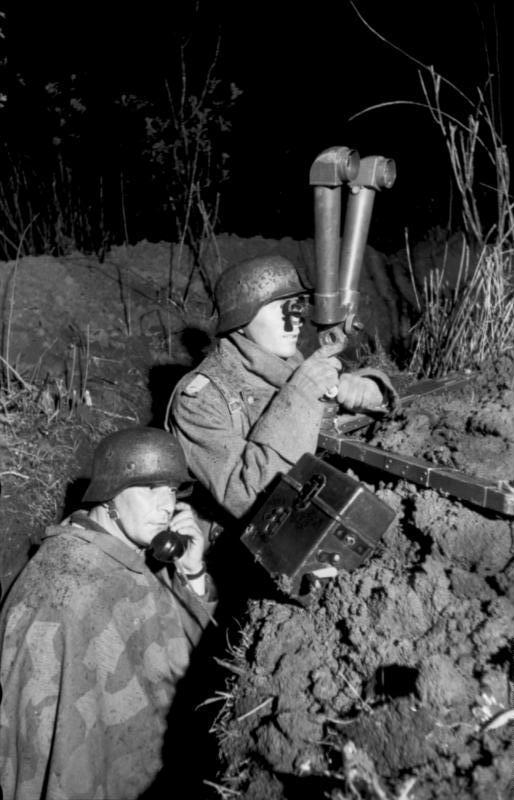
Scherenfernrohr
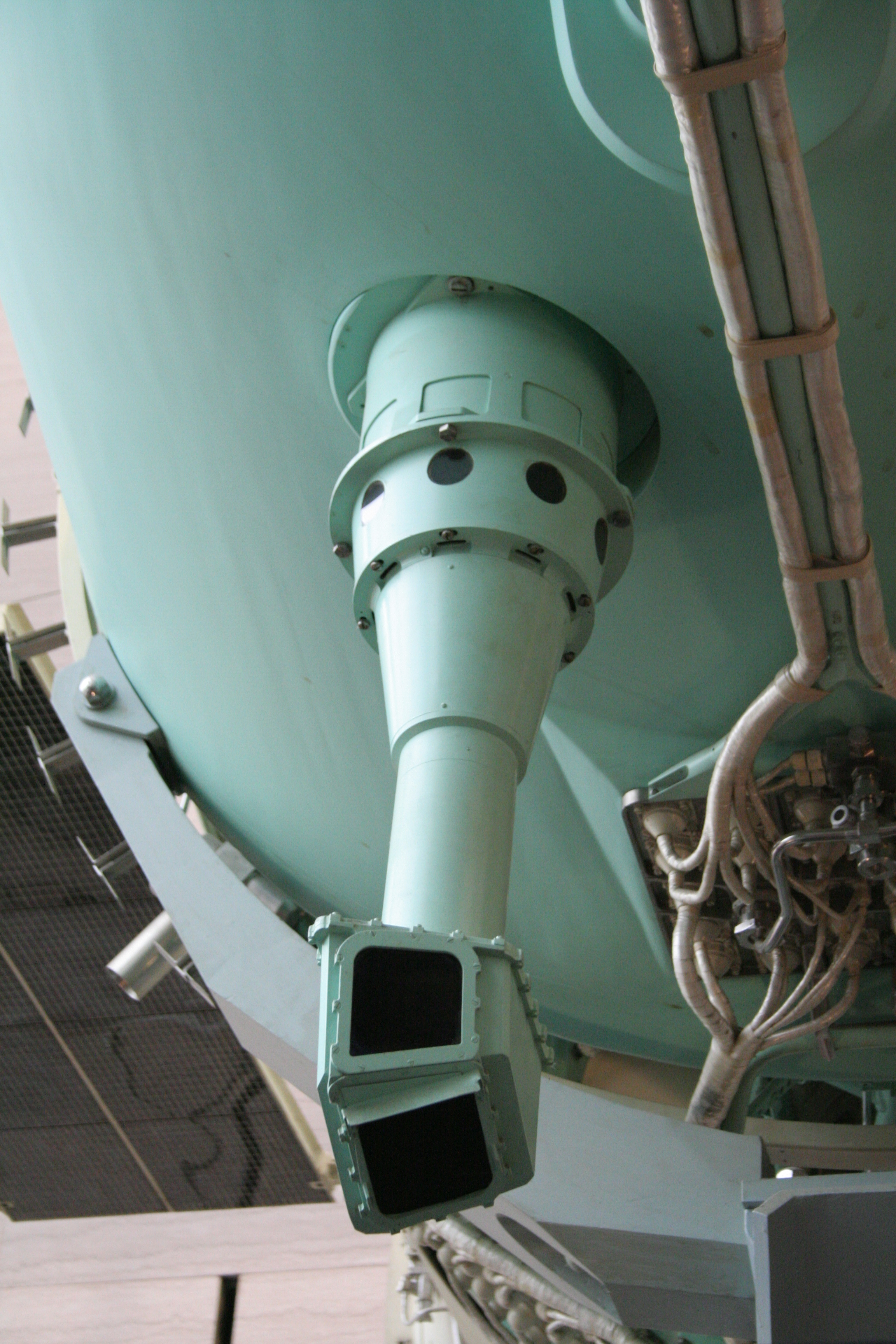
Periskop an einem Sojus-Raumschiff

Periskopbeispiele
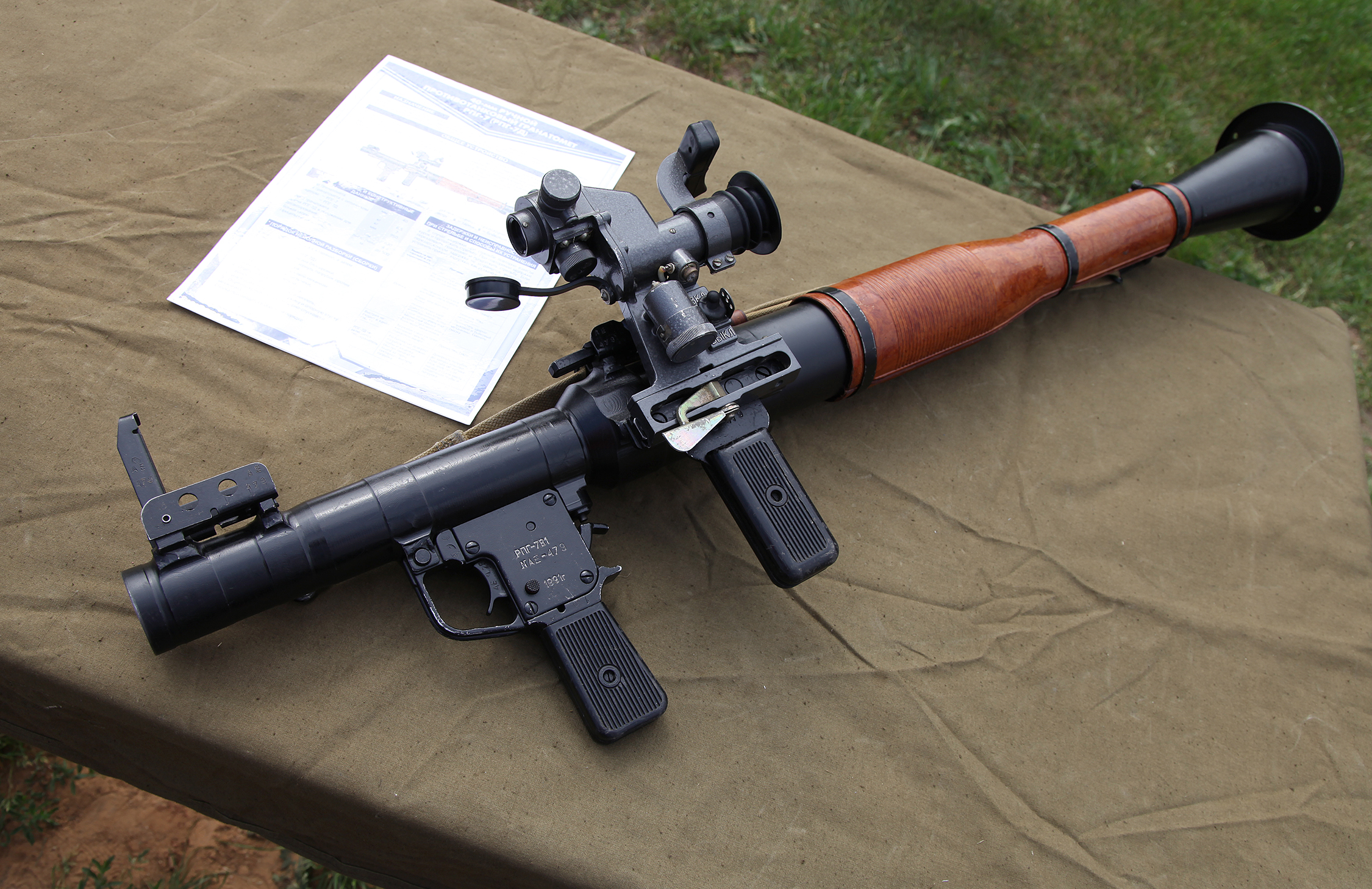
RPG-7 mit Periskop-Visier
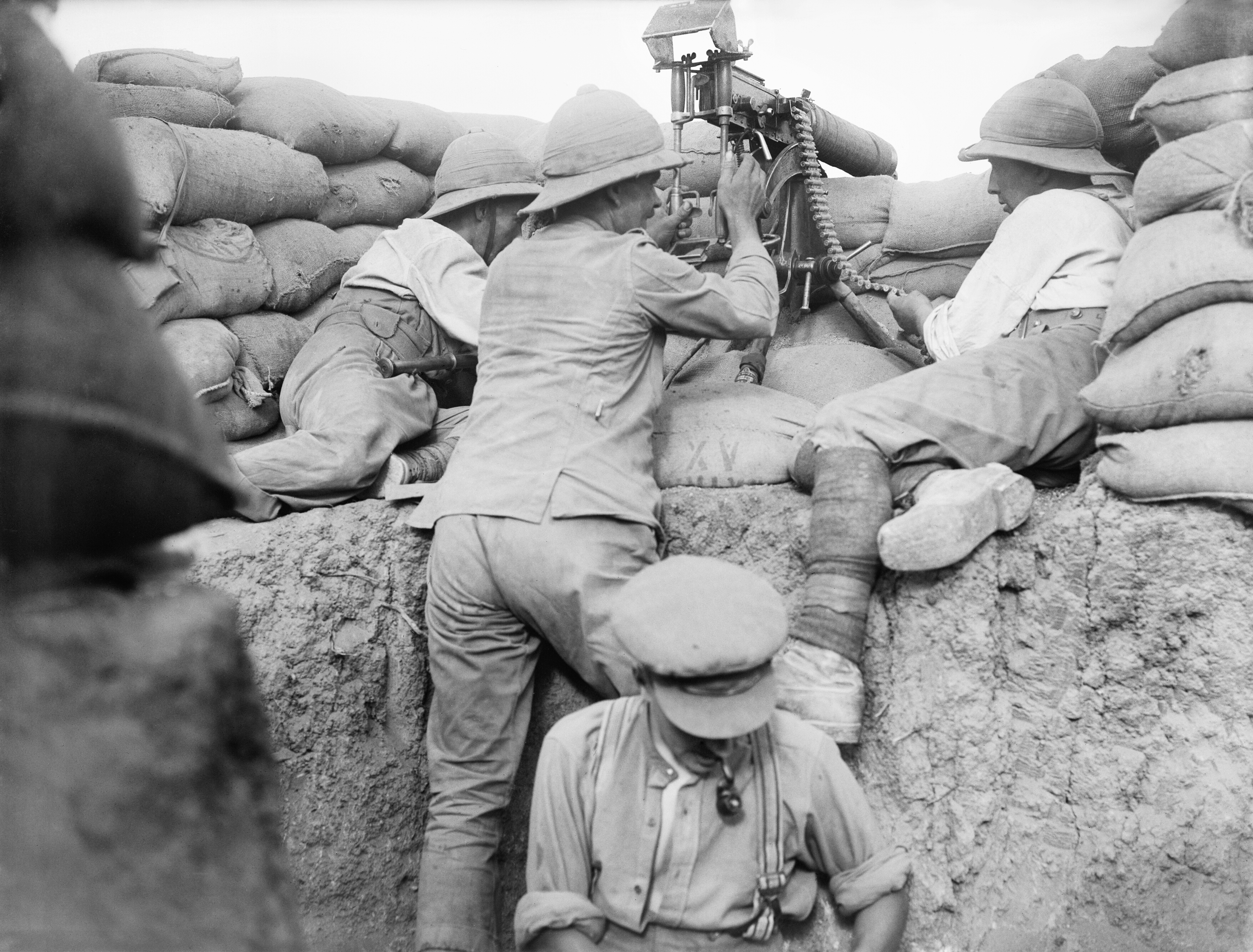
Periskop an einem Vickers-Maschinengewehr
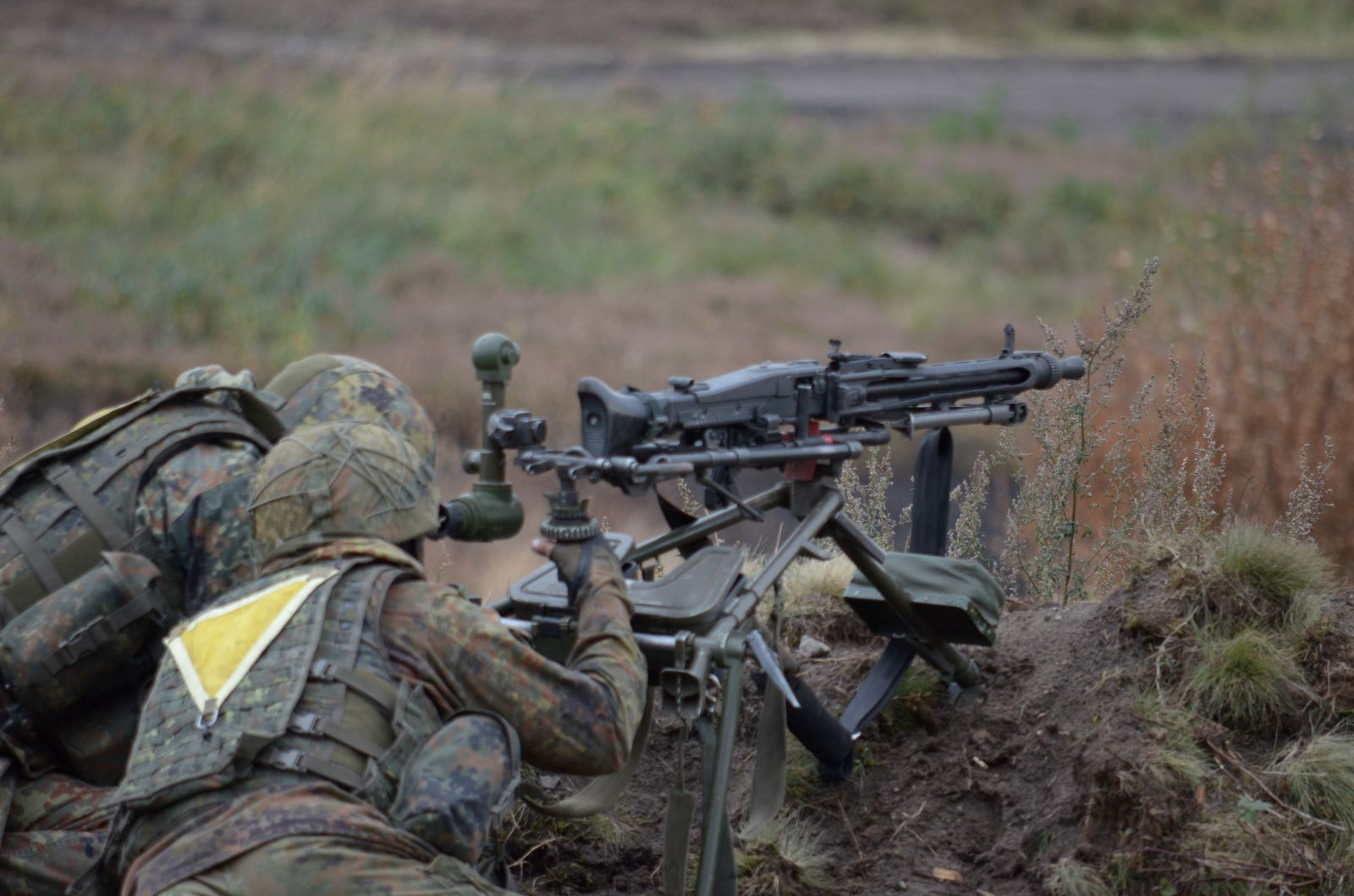
Winkelzielfernrohr an einem Dreibein
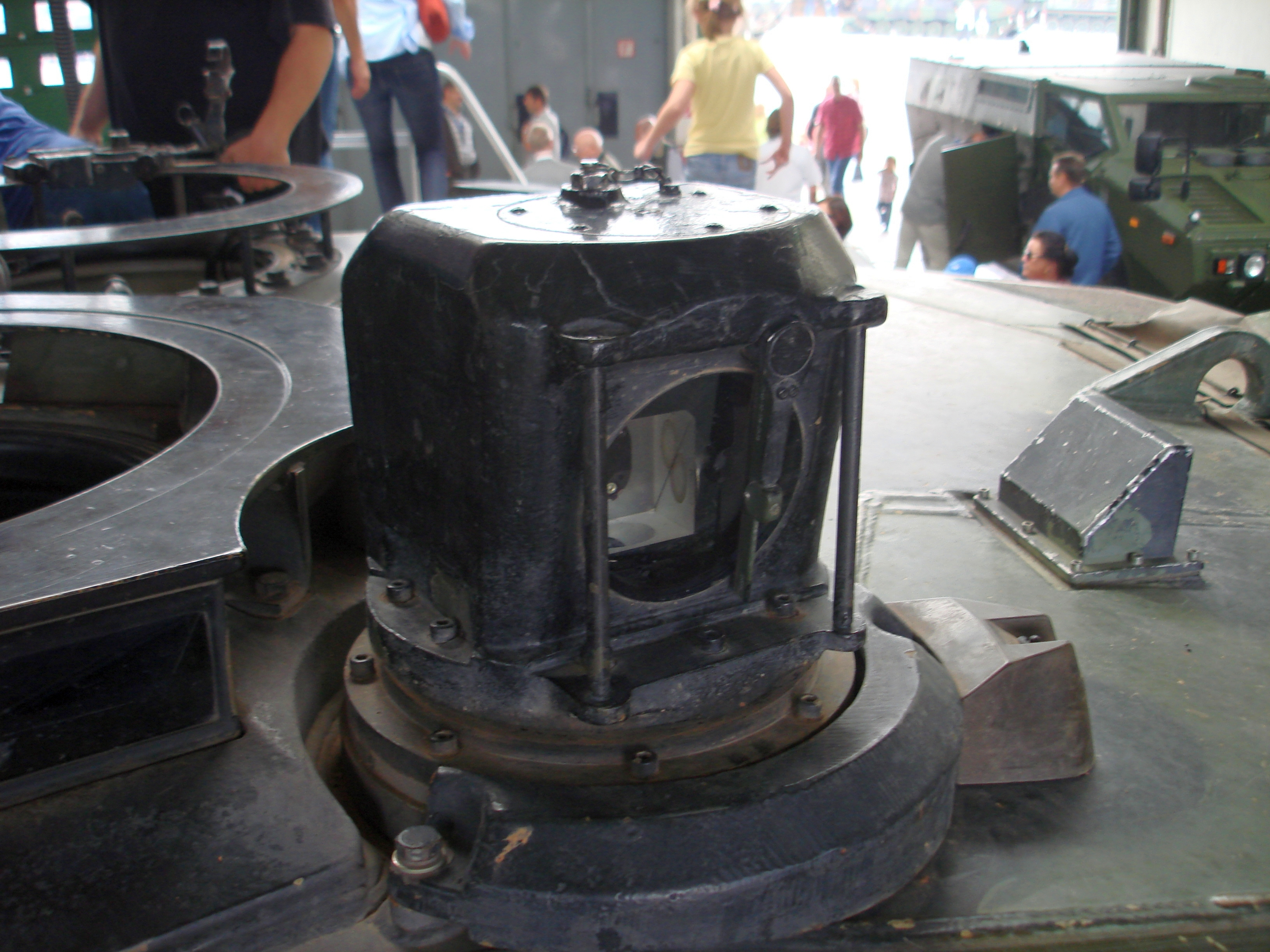
PERI R17 des Leopard 2A4